# Zahid Məmmədov
Zahid Məmmədov es un deportista azerbaiyano que compitió en taekwondo. Ganó una medalla de bronce en el Campeonato Mundial de Taekwondo de 2003, y una medalla de plata en el Campeonato Europeo de Taekwondo de 2006.

## Palmarés internacional
| Campeonato Mundial | Campeonato Mundial                | Campeonato Mundial | Campeonato Mundial |
| Año                | Lugar                             | Medalla            | Categoría          |
| ------------------ | --------------------------------- | ------------------ | ------------------ |
| 2003               | Garmisch-Partenkirchen (Alemania) | Medalla de bronce  | –54 kg             |
| Campeonato Europeo |                                   |                    |                    |
| Año                | Lugar                             | Medalla            | Categoría          |
| 2006               | Bonn (Alemania)                   | Medalla de plata   | –54 kg             |